# Partido Democrata Cristão do Paraguai
O Partido Democrata Cristão do Paraguai (Partido Demócrata Cristiano) é um partido paraguaio de centro. Surge em 1960 como Movimento Social Democrata Cristão, de um grupo de militantes da Ação Católica, Juventude Universitária Católica e Juventude Trabalhadora Católica que se reuniram em 15 de maio para fundar esse movimento.